# Samoa en los Juegos Olímpicos de París 2024
Samoa estuvo representada en los Juegos Olímpicos de París 2024 por un total de 24 deportistas, 20 hombres y cuatro mujeres, que compitieron en nueve deportes.
Los portadores de la bandera en la ceremonia de apertura fueron los halterófilos Don Opeloge y Iuniarra Sipaia. El equipo olímpico samoano no obtuvo ninguna medalla en estos Juegos.